# William Beechey
Sir William Beechey (1753 – 1839) va ser un retratista anglès. Va estar interessat per la pintura des de ben jove i va ser admès a la Royal Academy Schools el 1772. Al principi es va especialitzar en retrats a petita escala. El 1793 va fer el retrat de la Reina Charlotte, qui el nomenà pintor oficial. Va pintar també molts retrats de gent famosa.